# لارکلند (ایلینوی)
لارکلند (به انگلیسی: Larchland) یک منطقهٔ مسکونی در ایالات متحده آمریکا است که در شهرستان وارن، ایلینوی واقع شده‌است. لارکلند ۲۲۳٫۱۲ متر بالاتر از سطح دریا واقع شده‌است.